# Préaux, Indre
Préaux är en kommun i departementet Indre i regionen Centre-Val de Loire i de centrala delarna av Frankrike. Kommunen ligger i kantonen Écueillé som tillhör arrondissementet Châteauroux. År 2022 hade Préaux 172 invånare.

## Befolkningsutveckling
Antalet invånare i kommunen Préaux
Referens:INSEE